# Ramón Martín del Campo
Ramón Martín Del Campo (n. Hermosillo, México, 5 de julio de 1993) es un exfutbolista Mexicano que se desempeña como defensa.

## Trayectoria
Sus primeros pasos en el fútbol los dio en el F.C. San Diego, luego pasó a jugar con la universidad de California donde estuvo por cuatro temporadas, y en el Verano 2014 se incorpora al equipo de la PDL, San Jose Earthquakes U23. Su buen desempeño es premiado con el llamado a la Selección Nacional de los Estados Unidos Sub-23 y debutar ante la selección mayor de Bahamas.
En enero de 2015, llegó al Saprissa para hacer la pretemporada, regresó a los Estados Unidos para hacer pretemporada con LA Galaxy, pero quedó sin contrato.
Firmó su primer contrato profesional con Saprissa en julio. Llegó recomendado por el exjugador morado Daniel Torres, quien militó en la MLS.

## Clubes
| Club                      | País           | Año         |
| ------------------------- | -------------- | ----------- |
| San Jose Earthquakes      | Estados Unidos | 2013 - 2014 |
| Deportivo Saprissa        | Costa Rica     | 2015 - 2016 |
| Puerto Rico FC (Préstamo) | Puerto Rico    | 2016        |
| Ottawa Fury               | Canadá         | 2017        |
| Fresno FC                 | Estados Unidos | 2018-2019   |
| Las Vegas Lights          | Estados Unidos | 2020        |
| Oklahoma City Energy      | Estados Unidos | 2020        |
| Miami FC                  | Estados Unidos | 2021        |